# Dyschirus alticola
Dyschirus alticola är en skalbaggsart som beskrevs av Carl Hildebrand Lindroth. Dyschirus alticola ingår i släktet Dyschirus och familjen jordlöpare. Inga underarter finns listade i Catalogue of Life.